# Franz Winter (Historiker)
August Franz Winter (* 2. November 1833 in Stolzenhain bei Jüterbog; † 22. Dezember 1878 in Altenweddingen) war ein deutscher lutherischer Theologe und Historiker.

## Leben
Winter war der älteste Sohn eines Erb- und Lehnrichters. Von 1848 bis 1853 besuchte er das Gymnasium zu Wittenberg. Im Anschluss studierte er in Halle an der Saale Theologie und Philologie. 1856 bestand Winter seine erste theologische Prüfung. Im gleichen Jahr trat er in das Pädagogium vom Kloster „Unser Lieben Frauen“ (U. L. Fr.) in Magdeburg. Dort lehrte er bis 1862, als er als Diakonus nach Schönebeck (Elbe) wechselte. Ab 1875 wirkte er als Pastor in Altenweddingen bis zu seinem Tod.

## Werke
Eine unvollständige Auswahl seiner Werke, u. a.:
- Die Cistercienser des nordöstlichen Deutschlands – Ein Beitrag zur Kirchen- und Kulturgeschichte des deutschen Mittelalters, Perthes, Gotha 1868–1871.
  - Teil I: Die Cistercienser des nordöstlichen Deutschlands bis zum Auftreten der Bettelorden. Gotha 1868 (Volltext).
  - Teil II: Vom Auftreten der Bettelorden bis zum Ende des 13. Jahrhunderts, Gotha 1871 (Volltext)
  - Teil III: Von 1300 bis zur Reformation, Gotha 1871 (Volltext)
- Die Prämonstratenser des zwölften Jahrhunderts und ihre Bedeutung für das nordöstliche Deutschland. Ein Beitrag zur Christianisierung und Germanisierung des Wendenlandes. Berlin 1865 (Digitalisat der Bayerischen Staatsbibliothek).